# Леан, Рафаэл
Рафаэл Алешандре Консейсан Леан (порт. Rafael Alexandre Conceição Leão, португальское произношение: [ʁɐfɐˈɛɫ ˈljɐ̃w̃]; родился 10 июня 1999 года в Алмада, Португалия) — португальский футболист, нападающий клуба «Милан» и сборной Португалии. Участник чемпионата мира 2022 и чемпионата Европы 2024.

## Клубная карьера
Леан — воспитанник лиссабонского «Спортинга». 21 мая 2017 года в матче против дубля «Браги» он дебютировал в Сегунда лиге в составе дублирующего состава «львов». 11 февраля 2018 года в матче против «Фейренсе» он дебютировал в Чемпионате Португалии, заменив во втором тайме Брайана Руиса. 2 марта в поединке против «Порту» Рафаэл забил свой первый гол за «Спортинг».
Летом 2018 года Леан перешёл во французский «Лилль» в качестве свободного агента, подписав контракт на 5 лет. 30 сентября в матче против марсельского «Олимпика» он дебютировал в Лиге 1. 27 октября в поединке против «Кана» Рафаэл забил свой первый гол за «Лилль».
Летом 2019 года, после достаточно успешного сезона в составе «Лилля», Леан заинтересовался итальянский «Милан». Стороны договорились о переходе игрока в итальянский коллектив за 35 миллионов евро. Рафаэл в новом клубе получил контракт на 5 лет и зарплату 2 млн евро за сезон. Официально трансфер был оформлен 1 августа 2019 года. 25 августа в матче против «Удинезе» он дебютировал в итальянской Серии A. 29 сентября в поединке против «Фиорентины» Рафаэл забил свой первый гол за «Милан». 29 октября в матче Лиги Европы против пражской «Спарты» он отметился забитым мячом. 20 декабря 2020 года Леан установил рекорд чемпионата Италии, в поединке против «Сассуоло» забив уже на 7-й секунде встречи. 28 сентября 2021 года в матче Лиги чемпионов против испанского «Атлетико Мадрид» Рафаэл отметился забитым мячом. Этот гол стал дебютным для португальца в рамках турнира. 13 февраля 2022 года в своем 100-м матче за «Милан», он забил единственный гол в матче против «Сампдории» со счетом 1:0, что вывело «Милан» на первое место в турнирной таблице. 1 мая 2022 года забив гол Фиорентине, Леан стал пятым португальцем после Криштиану Роналду, Руи Барруша, Руи Кошты и Бето, который забил десять и более голов за сезон в итальянском чемпионате, также он первый, который сделал это в возрасте до 23 лет. Леан был признан лучшим игроком сезона 2021/22 в итальянской Серии А по итогам которого «Милан» стал чемпионом.

## Международная карьера
В 2016 году в составе юношеской сборной Португалии Леан завоевал золотые медали юношеского чемпионата Европы в Азербайджане. На турнире он сыграл в матчах против Азербайджана, Шотландии, Бельгии, Австрии и Испании.
В 2017 году в юношеской сборной Португалии Леан завоевал серебряные медали юношеского чемпионата Европы в Грузии. На турнире он сыграл в матчах против команд Грузии, Чехии, Швеции, Нидерландов и Англии. В поединке против шведов Рафаэл забил гол.
В 2019 году в составе молодёжной сборной Португалии Леан принял участие в молодёжном чемпионате мира в Польше. На турнире он сыграл в поединках против сборных Южной Кореи, Аргентины и ЮАР.
В 2021 году в составе молодёжной сборной Португалии Леан принял участие в молодёжном чемпионате Европы в Венгрии и Словении. На турнире он сыграл в матчах против команд Италии, Испании и Германии.
9 октября 2021 года в товарищеском матче против сборной Катара Леан дебютировал за сборную Португалии, заменив во втором тайме Криштиану Роналду.

## Статистика
| Выступление         | Выступление      | Выступление      | Чемпионат | Чемпионат | Кубки | Кубки | Еврокубки | Еврокубки | Итого | Итого |
| Клуб                | Лига             | Сезон            | Игры      | Голы      | Игры  | Голы  | Игры      | Голы      | Игры  | Голы  |
| ------------------- | ---------------- | ---------------- | --------- | --------- | ----- | ----- | --------- | --------- | ----- | ----- |
| Спортинг (Лиссабон) | Примейра         | 2017/18          | 3         | 1         | 1     | 1     | 1         | 0         | 5     | 2     |
| Спортинг (Лиссабон) | Итого            | Итого            | 3         | 1         | 1     | 1     | 1         | 0         | 5     | 2     |
| Лилль               | Лига 1           | 2018/19          | 24        | 8         | 2     | 0     | 0         | 0         | 26    | 8     |
| Лилль               | Итого            | Итого            | 24        | 8         | 2     | 0     | 0         | 0         | 26    | 8     |
| Милан               | Серия А          | 2019/20          | 31        | 6         | 2     | 0     | 0         | 0         | 33    | 6     |
| Милан               | Серия А          | 2020/21          | 30        | 6         | 2     | 0     | 8         | 1         | 40    | 7     |
| Милан               | Серия А          | 2021/22          | 34        | 11        | 4     | 2     | 4         | 1         | 42    | 14    |
| Милан               | Серия А          | 2022/23          | 35        | 15        | 2     | 0     | 11        | 1         | 48    | 16    |
| Милан               | Серия А          | 2023/24          | 34        | 9         | 2     | 2     | 11        | 4         | 47    | 15    |
| Милан               | Серия А          | 2024/25          | 10        | 3         | 0     | 0     | 4         | 0         | 14    | 3     |
| Милан               | Итого            | Итого            | 174       | 50        | 12    | 4     | 38        | 7         | 224   | 61    |
| Всего за карьеру    | Всего за карьеру | Всего за карьеру | 201       | 59        | 15    | 5     | 39        | 7         | 255   | 71    |

## Достижения

### Командные
«Милан»
- Чемпион Италии: 2021/22
- Обладатель Суперкубка Италии: 2024

Сборная Португалии (до 17 лет)
- Победитель Чемпионата Европы (до 17 лет): 2016

Сборная Португалии (до 19 лет)
- Серебряный призёр Чемпионата Европы (до 19 лет): 2017

Сборная Португалии
- Победитель Лиги наций УЕФА: 2024/25

### Личные
- Футболист года в Италии (Игрок сезона Серии А): 2021/22
- Самый ценный игрок Серии А: 2021/22
- Лучший игрок месяца Серии А (3): октябрь 2022[35], апрель 2023[36], сентябрь 2023[37]
- Член символической «сборной сезона» Серии А (3): 2021/22, 2022/23, 2023/24